# Эддистон (скала, Австралия)
Эддистон (англ. Eddystone) — скала в Южном океане (Тасманово море). Принадлежит Австралии.

## География
Расположена в 27 км на восток от мыса Саут-Ист-Кейп (остров Тасмания). Высота скалы 30 м.
Скала известна своей недоступностью и необычной формой. Эдистон является частью Саут-Уэст-Нашенал-Парк и включена в список Всемирного наследия.
На острове гнездятся морские птицы: снеговая китовая птичка, белогрудый баклан, австралийская олуша. Новозеландский и капский морские котики, при отсутствии волнения моря, устраивают лежбища на нижних уступах скалы.

## История

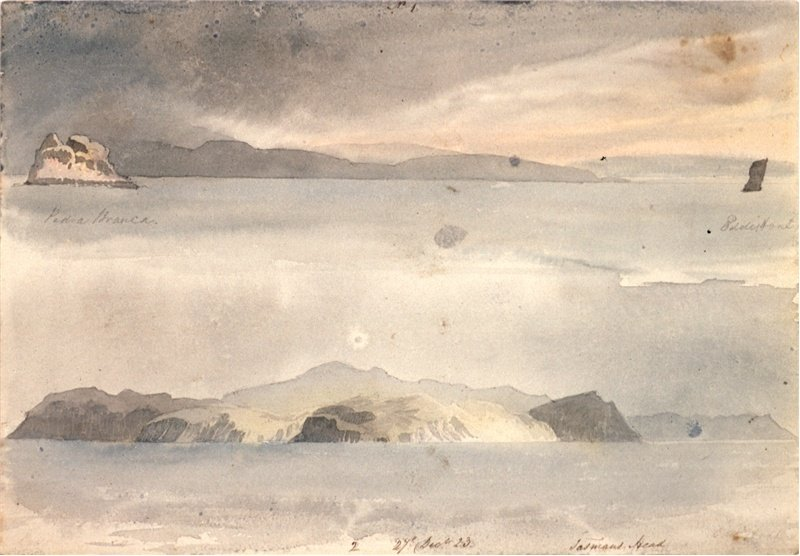
Педра-Бранка (слева) и Эддистон (справа) на рисунке 1823 года

Эддистон отделился от материка по крайней мере 15 тысяч лет назад.
Остров был описан Абелем Тасманом в 1642 году как «высокая, притупленная, квадратная башня». Рисунок 1823 года подтверждает это, а также показывает его близость к скале Педра-Бранка (2,2 км западнее).
Имя Эддистон было дано капитаном Джеймсом Куком в 1777 году, потому что скала напомнила ему маяк Эддистон в графстве Девон (Англия).